# Gaziantepspor
Gaziantepspor byl turecký fotbalový klub z města Gaziantep nedaleko hranice se Sýrií, který působil v Süper Lig. Klub byl založen v roce 1969 a svoje domácí utkání hrál na stadionu Kâmil Ocak Stadyumu s kapacitou 16 981 diváků, kde hraje své domácí zápasy i rival Gaziantep Büyükşehir Belediyespor. Klubové barvy byly červená a černá.

## Prezidenti klubu
- Beşir Bayram
- Ömer Köylüoğlu
- Hasan Nehir
- Selahattin Öztahtacı
- Halit Güleç
- Muhittin Göymen
- Hayri Tütüncüler
- M. Saip Konukoğlu
- Ata Aksu
- Halil Kırmızı
- Ali İhsan Gögüş
- Mehmet Batallı
- Bektaş Göçmen
- Sadettin Ergün
- Selahattin Demirat
- Ömer Arpacıoğlu
- Ali Şahindal
- Abdulkadir Konukoğlu
- Ahmet Yılmaz
- Celal Doğan
- İbrahim Kızıl